# Trojni pakt
Trojni pakt su potpisale tadašnje fašističke države Italija, Njemačka i Japan 27. rujna 1940. u Berlinu i time stupile u vojni savez. Potpisnici su bili Saburo Kurusu za Japansko Carstvo, Adolf Hitler za nacističku Njemačku i Galeazzo Ciano (ministar vanjskih poslova) u ime Kraljevine Italije. Tako su osnovane Sile Osovine koje su se obvezale međusobnu suradnju u stvaranju i održavanju novog poretka na azijsko-pacifičkom prostoru i u Europi te na međusobno pomaganje u slučaju da jednu od njih napadne neka druga sila, koja nije umiješana u europski ili japansko-kineski rat. Prvenstveno su na umu imale spriječiti ulazak SAD-a u rat. Svijet je tako početkom Drugog svjetskog rata bio podijeljen na interesna područja između Sila osovine i saveznika. Japan je priznao vodeću ulogu Njemačke i Italije u Europi, a one su priznale vodeću ulogu Japana u Aziji.
Paktu su poslije pristupile i profašističke vlade drugih država. Mađarska ga je potpisala 20. listopada 1940., Rumunjska 23. listopada 1940., Slovačka 24. listopada 1940., a Bugarska 1. ožujka 1941. Kraljevina Jugoslavija je pristupila Trojnom paktu 25. ožujka 1941., ali nakon dva dana su održane demonstracije protiv takve odluke te je vlast u Jugoslaviji preuzela nova vlada Dušana Simovića. Njemačka vojska je, potpomognuta vojskama Italije, Bugarske i Mađarske, napala Jugoslaviju 6. travnja 1941. pri čemu je vojska bez i jedne bitke kapitulirala. 10. travnja 1941. na okupiranom području nastaje Nezavisna Država Hrvatska koja je, također, 15. lipnja 1941. potpisala Trojni pakt.

## Vanjske poveznice
Sestrinski projekti
|  | Zajednički poslužitelj ima još gradiva o temi Trojni pakt |